# Sicyopus jonklaasi
Sicyopus jonklaasi é uma espécie de peixe da família Gobiidae.
É endémica do Sri Lanka.